# 小行星12843
小行星12843（12843 Ewers）是一颗绕太阳运转的小行星，为主小行星带小行星。该小行星于1997年4月9日发现。

## 轨道参数
小行星12843的轨道半长轴为2.4769129 UA，离心率为0.123。